# Regiunile Slovaciei

Harta regiunilor Slovaciei

Regiunea (în slovacă: kraj) este diviziunea administrativă de nivelul întâi din Republica Slovacă. Slovacia are opt regiuni.

## Lista regiunilor
| Cod    | Regiune                  | ISO 3166-2 | Populație | Suprafață [km²] | Densitate [ob./km²] | Comune | Orașe | Districte | Districte |
| ------ | ------------------------ | ---------- | --------- | --------------- | ------------------- | ------ | ----- | --------- | --- |
| 1      | Regiunea Bratislava      | SK-BL      | 606.537   | 2.052,5         | 296                 | 73     | 7     | 8         | Bratislava I, Bratislava II, Bratislava III, Bratislava IV, Bratislava V, Malacky, Pezinok, Senec                                                    |
| 2      | Regiunea Trnava          | SK-TA      | 555.509   | 4.146,6         | 134                 | 251    | 16    | 7         | Dunajská Streda, Galanta, Hlohovec, Piešťany, Senica, Skalica, Trnava                                                                                |
| 3      | Regiunea Trenčín         | SK-TC      | 594.186   | 4.502,0         | 132                 | 276    | 18    | 9         | Bánovce nad Bebravou, Ilava, Myjava, Nové Mesto nad Váhom, Partizánske, Považská Bystrica, Prievidza, Púchov, Trenčín                                |
| 4      | Regiunea Nitra           | SK-NI      | 689.564   | 6.343,8         | 109                 | 354    | 15    | 7         | Komárno, Levice, Nitra, Nové Zámky, Šaľa, Topoľčany, Zlaté Moravce                                                                                   |
| 5      | Regiunea Žilina          | SK-ZI      | 689.601   | 6.808,7         | 101                 | 315    | 18    | 11        | Bytča, Čadca, Dolný Kubín, Kysucké Nové Mesto, Liptovský Mikuláš, Martin, Námestovo, Ružomberok, Turčianske Teplice, Tvrdošín, Žilina                |
| 6      | Regiunea Banská Bystrica | SK-BC      | 660.128   | 9.454,4         | 70                  | 516    | 24    | 13        | Banská Bystrica, Banská Štiavnica, Brezno, Detva, Krupina, Lučenec, Poltár, Revúca, Rimavská Sobota, Veľký Krtíš, Zvolen, Žarnovica, Žiar nad Hronom |
| 7      | Regiunea Prešov          | SK-PV      | 815.806   | 8.973,9         | 91                  | 666    | 23    | 13        | Bardejov, Humenné, Kežmarok, Levoča, Medzilaborce, Poprad, Prešov, Sabinov, Snina, Stará Ľubovňa, Stropkov, Svidník, Vranov nad Topľou               |
| 8      | Regiunea Košice          | SK-KI      | 792.991   | 6.754,5         | 117                 | 440    | 17    | 11        | Gelnica, Košice I, Košice II, Košice III, Košice IV, Košice-okolie, Michalovce, Rožňava, Sobrance, Spišská Nová Ves, Trebišov                        |
| Total: | Total:                   | Total:     | 5.404.322 | 49 036,4        | 110                 | 2 891  | 138   | 79        | |